# 미하일롭카
미하일롭카(러시아어: Михайловка)는 러시아 프리모르스키 지방에 위치한 시골이다.
마을에는 고려인들의 작은 정착촌이 있다. 고려인들은 1900년대 초 이 지역에 살았으나 1937년 강제 이주로 인해 중앙아시아로 강제 이주되었다.  이후 이동 제한이 완화되면서 그 후손들이 이 마을로 돌아왔다.